# Lithocarpus brachystachyus
Lithocarpus brachystachyus là một loài thực vật có hoa trong họ Fagaceae. Loài này được Chun mô tả khoa học đầu tiên năm 1947.